# San Jacinto (Kalifornija)
San Jacinto je grad u američkoj saveznoj državi Kalifornija. Prema popisu stanovništva iz 2010. u njemu je živjelo 44.199 stanovnika.